# Braunkohlentagebau Langau-Riegersburg

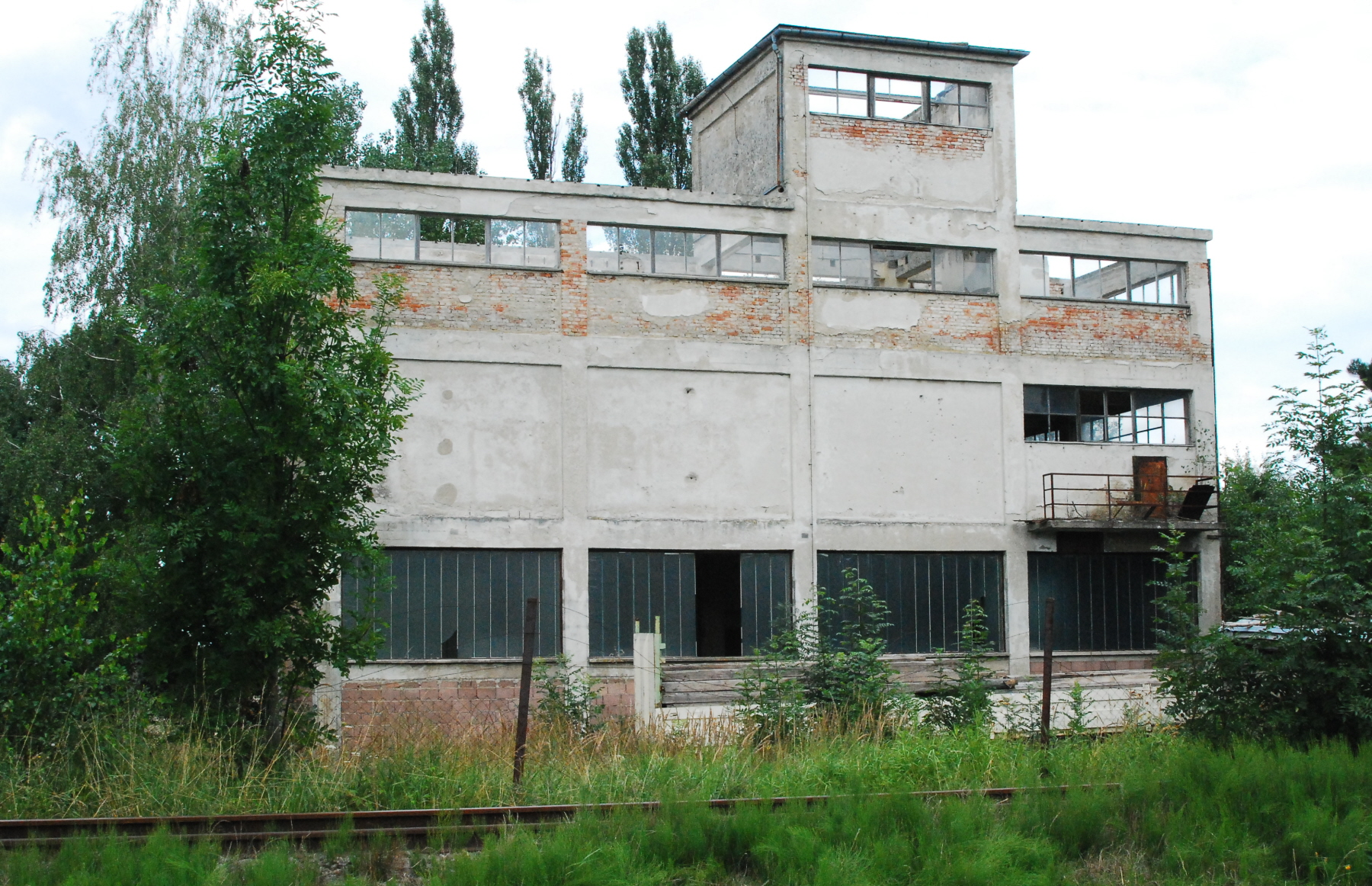
Die ehemalige Sieberei in Langau

In den Jahren 1948 bis 1963 wurde im niederösterreichischen Langau und von 1962 bis 1963 im benachbarten Riegersburg Braunkohle abgebaut.

## Geschichte

### Entdeckung
1910 stieß man auf dem Areal nördlich von Langau (Bezirk Horn) und Schaffa (Šafov, Okres Znojmo, Südmähren) beim Anlegen einer Sandgrube für die Errichtung des Bahnhofsgebäudes der Lokalbahn Retz–Drosendorf in Langau auf Braunkohle.
Daraufhin meldeten der Postmeister Linsbauer, der Gastwirt Köppl und der Lehrer Wunderl das Schürfrecht an. Durch Bohrungen auf dem so genannten „Schaffinger Feld“ wiesen sie an verschiedenen Stellen Braunkohle nach.
Um weitere Untersuchungen und die Aufschließung des Flözes zu ermöglichen, wurde 1911 die „Langauer Bergbaugesellschaft“ als Genossenschaft mit beschränkter Haftung gegründet. Geführt wurde dieses Unternehmen vom Direktor der Vorschusskasse von Retz, Georg Pawlas.
Etwa 30 weitere Bohrungen unter der Leitung des Lehrers Wunderl ließen an einen Abbau der Kohle denken.

### Erster Grabungsversuch
Am 1. Mai 1912 begannen acht Bergleute, die mit ihren Familien aus Mährisch-Ostrau gekommen waren, mit dem Bau eines Schachtes. Dieser stürzte jedoch ein.
Ein zweiter Schacht erreichte zwar in 12 Meter Tiefe den zweiten, tiefer gelegenen, Flöz, dieser musste dann jedoch wegen der großen Wassermengen, die zuliefen, aufgegeben werden.
Diese und andere Schwierigkeiten hatten das Kapital der Genossenschaft aufgebraucht, so dass diese den Betrieb einstellen musste. Die Bergrechte wurden an die Brüx-Duxer Kohlenbergbau-Gesellschaft verkauft.
Während des Ersten Weltkriegs wurden keine weiteren Abbauversuche unternommen.

### Zweiter Grabungsversuch
Im Herbst 1919 wurden die Arbeiten wieder aufgenommen. Diesmal von der Gemeinde Wien. Die Wiener Stadtwerke – Elektrizitätswerke hatten das Langauer Kohlebecken übernommen. Bis 1922 wurden weitere 22 Probebohrungen niedergebracht, doch zum Abbau der Braunkohle kam es auch diesmal nicht. 
Weitere Bohrungen folgten zwischen Dezember 1935 und April 1936, als deren Folge die Kohlevorräte für abbauwürdig befunden wurden. Wegen neuerlicher großer Wassereinbrüche musste die Einrichtung eines Tagebaus allerdings abgebrochen werden.
So wie schon während des Ersten Weltkriegs wurden auch im Verlauf des Zweiten Weltkriegs keine weiteren Abbauversuche unternommen.

### Nachkriegszeit
Nach dem Zweiten Weltkrieg war Österreich wegen Devisenmangels von dringend notwendigen Kohleimporten abgeschnitten. Im Inland geförderte Kohle durfte längere Zeit die jeweiligen Besatzungszonen nicht verlassen, was besonders Wien und Niederösterreich hart traf und den Wiederaufbau im Allgemeinen gefährdete.
Der strenge Winter 1946/1947 verschärfte diese Krise zusätzlich. Daraufhin beschlossen die Bundesministerien für Vermögenssicherung und Wirtschaftsplanung sowie Handel und Wiederaufbau, die Kohleproduktion zu fördern.
Zu dem Zweck wurde die Bergbau-Förderungs-Gesellschaft mit beschränkter Haftung gegründet mit der Aufgabe, im Rahmen des Bergbauförderungsgesetzes 1947 Kohlebergbaubetriebe in Österreich zu betreuen und zu fördern, aber auch durch eigene bergmännische Unternehmungen die Produktion zu steigern. Finanziert wurden diese Aktivitäten durch den Marshallplan und Bundesmittel.
Unterdessen erwarb die Verlagskommandit-Gesellschaft „Freude aus Wien“ von der Gemeinde Wien die Schürfrechte und versuchte im März 1947 vergeblich, den abgesoffenen Schacht aus dem Jahr 1912 zu reaktivieren und einen Untertagebergbau zu beginnen.
Im Sommer 1947 wechselte der Besitz abermals, diesmal zur Bergbau-Förderungs-Gesellschaft m.b.H, welche noch im selben Jahr mit den nötigen Vorbereitungen begann. 66 neue Probebohrungen bestätigten die Ergebnisse der früheren Bohrungen, sie halfen aber auch mit, die Lage der Flöze besser abzugrenzen.
Der Heizwert der Kohle blieb gering, war aber dennoch in der Nachkriegszeit für die Kraftwerke Wiens und den Dampfbetrieb der Österreichischen Bundesbahnen wichtig: Es handelte sich um eine lignitische Weichbraunkohle aus dem unteren Miozän mit ca. 1800 bis 2500 kcal/kg.

### Abbau in Langau
Im April 1948 wurde mit den dem Abbau der Braunkohle im Tagbau dienenden Arbeiten begonnen, nachdem die dafür notwendigen landwirtschaftlichen Flächen den Besitzern abgelöst worden waren. 
Um die großen Wassermengen, die bisher jeden Abbauversuch gestoppt hatten, in den Griff zu bekommen, wurden rund um das Abbaugebiet Brunnen errichtet und ab Anfang Juni 1948 der Grundwasserspiegel abgesenkt. Dadurch trockneten allerdings in Teilen von Langau die Hausbrunnen aus. Ab Juli 1952 wurde der östliche Teil von Langau mittels einer Wasserleitung von einem Brunnen aus dem Abbaugebiet mit Wasser versorgt. Die Wasserqualität ließ jedoch zu wünschen übrig und so wurde ein neuer Brunnen errichtet. An den Kosten dafür beteiligte sich die Bergbau-Betriebs-Gesellschaft finanziell.
Am 17. Juni 1948 wurde mit dem eigentlichen Bergbaubetrieb in der „Grube Austria“ begonnen. Bis zum Jahresende wurden 145.200 m³ Abraum entfernt, um den Kohleflöz freizulegen. Im November und Dezember des gleichen Jahres wurden nur mit menschlicher Muskelkraft bereits 1.353 Tonnen Braunkohle abgebaut. Zirka 15 Mann förderten mit Krampen und Schaufel 10 – 20 Tonnen Kohle täglich. Nachdem die Kohle auch noch händisch durch Siebe geschaufelt worden war, wurde sie mit Pferdefuhrwerken zum Bahnhof von Langau transportiert.
Eine behelfsmäßige Sieberei und Verladeanlage ermöglichte es, ab 10. Jänner 1949 mit dem normalen Gewinnungs- und Förderbetrieb zu beginnen, auch wenn die Kohlegewinnung und das Aussortieren grober Kohlebrocken nach wie vor händisch erfolgten. Als Transportmittel zum Bahnhof wurden unterdessen Traktoren und Lastkraftwagen verwendet.
Bald danach gab es im Gebiet bis zu sechs Bahnanlagen mit unterschiedlichen Aufgabenbereichen:
- Eine Feldbahn des Unternehmens Kunath, Schmidt & Metzger, Spurweite 600 mm,
- Eine Schleppbahnanlage beim Bahnhof Langau zur Verbindung mit der Lokalbahn Retz–Drosendorf, hergestellt vom gleichen Unternehmen, Spurweite 1435 mm,
- Eine Bahn zur Abraumbeförderung, gebaut und betrieben von der Universale Hoch- & Tiefbau AG, Spurweite 900 mm,
- Die Kohlenförderbahn der Bergbau-Betriebs-GmbH bei der Grube Austria mit dem Kettenaufzug zur Brecherei und der Seilbahn-Anfangsstation, Spurweite 600 mm
- Die Seilbahn vom Brecher am Kettenaufzug zur Sieberei und Verladung an der Schleppbahn beim Bahnhof Langau, gebaut von der Wiener Brückenbau und Eisenkonstruktions A. G. WBB,
- Ein Schleppgleis zur Molkereigenossenschaft, erbaut von Schmidt & Metzger, Spurweite 1435 mm.[2]

Zu dieser Zeit (Anfang 1949) wurde der Bau der Kohleaufbereitungs- und Verladeanlagen in der Nähe des Langauer Bahnhofs begonnen. Zum Transport der Kohle von der Grube zu dieser Anlage wurde von der „Wiener Brückenbau- und Eisenkonstruktions-A.G.“ eine 2.146 Meter lange Seilbahnanlage errichtet und am 15. November 1949 in Betrieb genommen. Die maschinellen Anlagen der Sortieranlagen errichtete die Firma „Simmering-Graz-Pauker A.G.“ (SGP). Betriebsbeginn war hier der 12. November 1949.
Am 28. November begann mit einem Elektrolöffelbagger der maschinelle Abbau der Braunkohle. Im März 1950 kam ein dieselbetriebener Universal-Löffelbagger mit Raupenfahrwerk dazu.
1949/1950 gingen die allgemeinen Aufgaben der „Bergbau-Förderungs-Gesellschaft m.b.H.“ an die „Kohlenholding Gesellschaft m.b.H.“ über. In weiterer Folge wurde die „Bergbau-Förderungs-Gesellschaft m.b.H.“ im Jahr 1952 in die „Bergbau-Betriebs-Gesellschaft m.b.H.“ mit den Betrieben in Langau und in Neufeld an der Leitha umgewandelt. Am 23. September 1960 wurde der Vorstand der „Bergbau-Betriebs-Gesellschaft m.b.H.“ durch den Vorstand von der VOEST abgelöst.
Das Entfernen des Abraumes über den Kohleflözen wurde von der Firma „Universale Hoch- und Tiefbau A.G.“ übernommen. Gegraben wurde mit einem Eimerkettenbagger und Löffelbaggern, der Transport erfolgte mit Lastzügen zur etwa einen Kilometer entfernten Hochkippe. Im Zweischichtbetrieb wurden etwa 4.000 m³ Abraum abtransportiert. Ab April 1950 wurden mit dem Abraum die bereits geleerten Teile der Grube wieder aufgefüllt, um sie nach der Rekultivierung wieder für die Landwirtschaft nutzbar machen zu können.
Ab August 1959 wurde für die Abraumarbeiten ein Schaufelradbagger und für den Transport des Abraums fünf fahrbare Bandwagen eingesetzt. Diese Umstellung auf gleislosen Materialtransport senkte die Produktionskosten und beschleunigte den Arbeitsablauf. Sie ging aber auch zu Lasten der Beschäftigtenzahl.
Durch Vorbereitungsarbeiten für die Vergrößerung des Abbaugebietes und infolge von Absatzschwierigkeiten sank 1952 die Fördermenge um ein Viertel. In den folgenden Jahren stieg sie jedoch wieder an. 1954 wurden etwa 1.000 Tonnen täglich im Zweischichtbetrieb abgebaut. Während der Sommermonate wurde wegen des geringeren Kohlebedarfs im Einschichtbetrieb gearbeitet (ca. 500 Tonnen pro Tag). Der Fördermengenrekord wurde mit 255.044 Tonnen Jahresproduktion im Jahr 1956 erzielt.
Trotz Förderleistungen von bis zu 1.200 Tonnen täglich während der Wintermonate sank ab 1957 die Kohleproduktion. Dass die Hütte Linz für das werkseigene Kraftwerk einen Teil der Langauer Braunkohle abnahm, ließ zwar 1961 noch einmal die Jahresfördermenge ansteigen, änderte aber nichts am absteigenden Trend.
Mit Beginn der 1960er Jahre begann der Heizwert der abgebauten Kohle im nördlichen Abbaugebiet immer mehr zu sinken und konnte nur durch Vermischen mit Kohle aus dem Nordostfeld auf das notwendige Maß angehoben werden. Am 29. März 1963 war jedoch das Nordostfeld erschöpft und so konnte der vom Kraftwerk Simmering in Wien, dem Hauptabnehmer der Langauer Braunkohle, geforderte Heizwert nicht mehr erreicht werden.
Zu dieser Zeit wurden Erdöl und Erdgas ernsthafte Alternativen und die großen Wasserkraftwerke machten die Energieproduzenten unabhängiger von kohlegeheizten kalorischen Kraftwerken. 
Am 31. Juli 1963 wurde der Betrieb in Langau eingestellt.

### Abbau in Riegersburg
1952 wurde auf dem Gemeindegebiet des benachbarten Riegersburg im Waldviertel (Bezirk Hollabrunn) ebenfalls Braunkohle entdeckt und durch weitere Bohrungen die Lage und das Ausmaß genauer ermittelt.
Am 5. November 1962 wurde mit den Vorbereitungen für einen Kohleabbau in Riegersburg begonnen. Mit der Einstellung des Förderbetriebes in Langau Ende Juli 1963 wurde auf dem wesentlich kleineren Abbaugebiet in Riegersburg am 29. Juli 1963 die Förderung begonnen. Der Transport der abgebauten Kohle zur Sieberei beim Langauer Bahnhof erfolgte mit fünf Lastkraftwagen.
Nach nur fünf Monaten Förderung wurde der Abbaubetrieb in Riegersburg am 15. Dezember 1963 eingestellt und die Liquidierung des Bergbaubetriebs in die Wege geleitet. Die meisten Werksbaracken wurden verkauft und abgetragen. Die Arbeiter fanden großteils Arbeit bei der Wiener Brückenbau und Eisenkonstruktions A. G. oder in der Landwirtschaft. Ende Juni 1964 war die Liquidation abgeschlossen.

### Gegenwart

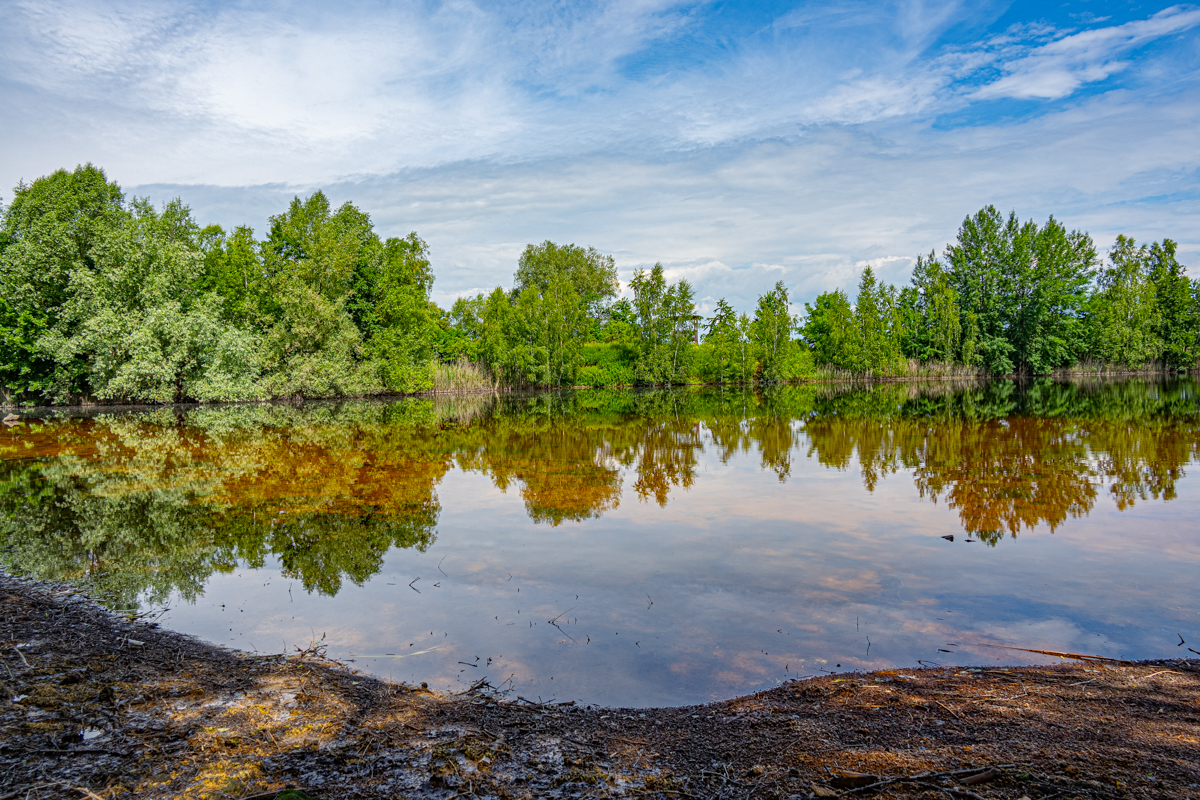
Bergwerkssee Langau

1981 wurde gemeinsam von der OMV AG, der Graz-Köflacher Eisenbahn- und Bergbaugesellschaft und der Minerex Mineral-Explorationsgesellschaft m.b.H. im Raum Langau-Riegersburg-Geras eine Kohlenexploration mit rund 50 Bohrungen und geophysikalischen Untersuchungen durchgeführt. Neben bereits bekannten Vorkommen zwischen Riegersburg und Weitersfeld wurden am Ortsrand von Langau und zwischen Langau und Kottaun Braunkohlevorkommen aufgefunden.
Bohrungen in unmittelbarer Nähe der Staatsgrenze im Jahr 1982 bestätigten die Vermutung, dass sich das Kohlevorkommen bis nach Safov (Schaffa) in Südmähren fortsetzt.
Für einen wirtschaftlichen Abbau waren die aufgefundenen Vorräte jedoch zu gering und so wurden keine weiteren Untersuchungen durchgeführt.
Ein Teil des Tagbaues wurde nicht wieder aufgeschüttet und so füllte sich die Grube mit Wasser. Der „Bergwerkssee“, wie er genannt wird, dient jetzt als Freizeitzentrum. 1989 errichtete die Gemeinde Langau ein Buffet, eine Liegewiese und einen Kinderspielplatz und seit 1999 gibt es sogar ein Wasserschirevier mit Meisterschaftsbetrieb. Der Verein Euro-SOLA betreibt ein Jugendsommerlager. Weiters gibt es einen Campingplatz. Ein wenig abseits befindet sich ein Schießplatz.